# Озеро Джона Гарта
Озеро Джона Гарта — водосховище на острові Ванкувер у Британській Колумбії, Канада. Озеро утворилось у 1947 році, коли гребля Джона Гарта перекрила річку Кемпбелл. Водосховище є джерелом води для міста Кемпбелл. Річка Кемпбелл витікає з озера через греблю Джона Гарта. Площа озера 362.6 га, із середньою глибиною 12.2 м до максимуму 22.9 м. Озеро названо на честь Джона Гарта, канадського політика, який був 23-м прем'єром Британської Колумбії у 1941-1947 роках.